# Maestros del Mal
Los Maestros del Mal, Señores del Mal o Amos del Mal —Masters of Evil— es el nombre de diferentes equipos de supervillanos ficticios que aparecen en los comic books publicados por Marvel Comics. La primera versión del equipo apareció en Los Vengadores #6 (julio de 1964), evolucionando continuamente en los últimos años.

## Historia de publicación

### Amos del Mal I
Los Amos del Mal originales, que consta de los supervillanos el Fundidor, el Hombre Radioactivo y el Caballero Negro, fueron reunidos por el ex nazi científico Barón Heinrich Zemo. A pesar de intentar capturar a los Vengadores con Adhesivo X, los Vengadores encontraron un antídoto, y enviaron la mayoría de los miembros a la cárcel.
El Barón Zemo lidera el equipo en su venganza contra los Vengadores. Al equipo inicial se le unieron los asgardianos Amora, la Encantadora, Verdugo (Skurge) y Ejecutor, a quien Zemo encontró en su exilio a la Tierra, impuesto por Odín. Posteriormente tienen diferentes encuentros contra Los Vengadores, aliándose temporalmente con Inmortus. Finalmente, el Hombre Maravilla es creado por Zemo y es dotado de fuerza sobrehumana con rayos iónicos, pero se sacrifica para salvar a los Vengadores. Zemo muere en una batalla con el Capitán América cuando accidentalmente dispara un desprendimiento de rocas. El resto es capturado, salvo la Encantadora y el Ejecutor que escapan.

### Amos del Mal II
La siguiente versión, organizada por el robot Ultron bajo el alias de Capucha Carmesí, consistió en Klaw, Fundidor, Hombre Radioactivo, Torbellino, y el tercer Caballero Negro, Dane Whitman (que se unió con la intención de traicionar a los Amos del Mal). Esta encarnación dio un aspecto más. Ultron utiliza esta encarnación para chantajear a Nueva York.

### Amos del Mal III
El científico criminal Cabeza de Huevo organizó una tercera versión, que consiste en Escarabajo, Moonstone, el original Escorpión, Shocker, Tiburón Tigre, y los miembros de siempre, Hombre Radioactivo y Torbellino. Cabeza de Huevo utiliza esta encarnación para que le ayuden en la toma de avances tecnológicos.

### Amos del Mal IV
Una cuarta versión fue creada por Barón Helmut Zemo, el hijo del original. Este equipo utiliza más de una docena de villanos formada por Hombre Absorbente, Apagón, Mamba Negra, Fijador, Goliat, Gárgola Gris, Mister Hyde, Piedra Lunar, Mimi Aullante, Tiburón Tigre, Titania, Torbellino, La Brigada de Demolición (The Wrecking Crew), y Chaqueta Amarilla II (Yellowjacket).
Los villanos atacan la Mansión de los Vengadores en una historia de múltiples temas titulada "Vengadores Bajo Ataque".

### Amos del Mal V
El quinto equipo fue organizado por el Doctor Octopus, pero poco se parecía a las encarnaciones anteriores. Su lista incluye al Hombre Absorbente, Gargantúa, Taladrador, Bolas, Polvorín, Víbora del Desierto, Shocker, Titania y Chaqueta Amarilla II.
Los Guardianes de la Galaxia, un grupo de superhéroes de una línea temporal alternativa, derrotaron a los villanos.

### Amos del Mal VI/Thunderbolts
La sexta encarnación fue montada de nuevo por el segundo Barón Zemo, y se hicieron pasar por superhéroes bajo el alias de la Thunderbolts. 
Además de Zemo, el equipo estaba formado por el Escarabajo (como MACH-1); Fijador (como Techno), Goliat (como Atlas), Piedra Lunar (como Meteorito), y Mimi Aullante (como Pájaro Cantor). Con la excepción de Zemo y Fijador, todos con el tiempo se convirtieron en héroes y renunciaron a sus crímenes.

### Amos del Mal VII y VIII
La séptima encarnación fue contratado por el segundo Capucha Carmesí (Justin Hammer). Estas versiones consistieron en villanos, incluyendo Acueducto, Bisonte, Ala Negra, Bumerang, Cardenal, Constrictor, el tercer Ciclón, Libélula, la segunda Anguila, Tigre Volador, Amo de Hielo, Taladrador, Joystick, Klaw, Imán, Hombre-Mono, Asesina de Hombre, Arenas movedizas, Quemador, Superpuño, Onda de Choque, Escurridizo, Insolación, Sobrecarga y Tiburón Tigre. 
La octava encarnación dirigida por Capucha Carmesí consistó en Mamba Negra, Cardenal, Ciclón III, Madeja (Skein, Polilla Nocturna), Hidro Man, Forjador de Máquinas y Asesina de Hombres. Ambas versiones de Capucha Carmesí de los Amos del Mal trataron de dominar y controlar a los mercenarios superhumanos de la Tierra. Incluso intentaron que los Thunderbolts se unieran a ellos. 

## Otras versiones

### Jóvenes Amos del Mal
Durante la historia del Reino Oscuro, una versión joven del equipo - controlada por el cerebro del crimen Norman Osborn debuta en la serie limitada Dark Reign: Jóvenes Vengadores.

### Bastardos del Mal
Al comienzo de la Edad Heroica un grupo que se hacen llamar los Bastardos del Mal aparece. Todos los miembros afirman ser los hijos de los súper villanos que fueron descartados y repudiados por sus padres. Se incluyen Sacudida (Aftershock, la hija de Electro), Ojiva (Warhead, el hijo de Hombre Radioactivo), Cemento (Mortar, la hija de Gárgola Gris), Singularidad (Singularity, el hijo de Graviton) y Brasas (Ember, el hijo de Pyro).
Más tarde se reveló que los Bastardos son guiados por un genio infantil conocido como Superior (que dice ser el hijo del Líder). También se reveló que los Bastardos eran en realidad adolescentes normales que fueron mutados por la exposición a la radiación por Superior, así como que les fueron dados implantes de memoria falsa. Los Bastardos son retenidos en La balsa después de su captura.

## Lista de miembros
| Inglés                  | Español                     | Poderes principales y habilidades |
| ----------------------- | --------------------------- | --- |
| Absorbing Man           | Hombre Absorbente           | Carl Creel tiene la capacidad de imbuir su cuerpo con las propiedades de cualquier elemento que toque. |
| Aqueduct                | Acueducto                   | El Brujo del Agua posee el poder de controlar psiónicamente toda clase de líquidos que se encuentren en un radio de ciento cincuenta metros. |
| Baron Zemo              | Barón Zemo                  | Es un genio científico, estratega experto, maestro espadachín y combatiente cuerpo a cuerpo. Es un viejo enemigo del Capitán América desde la Segunda Guerra Mundial. |
| Beetle                  | Escarabajo                  | Un supervillano con armadura de escarabajo enemigo de Spiderman. |
| Bison                   | Bisonte                     | Además de su fuerza sobrehumana y sus cuernos que le permiten realizar embestidas, Bisonte tiene una piel que le otorga resistencia superior que le preserva de daños corpóreos pese a no llegar a ser totalmente invulnerable. Su masa muscular le permite dar palmadas con fuerza que provocan corrientes de aire que actúan como rayos propulsores contra algunos objetos o enemigos. |
| Black Mamba             | Mamba Negra                 | Puede controlar la energía de la Fuerza Oscura, genera ilusiones y también posee una telepatía limitada. |
| Black Night             | Caballero Negro             | Nathan Garrett es un descendiente de Sir Percy de Escandinavia y enemigo del Hombre Gigante (Giant-Man; Hank Pym) que utiliza un arsenal de armas medievales que emplean tecnología moderna (incluida una lanza que dispara rayos de energía) y crea mediante ingeniería genética un caballo alado llamado Aragorn.                                                                      |
| Blackout                | Apagón                      | Posee la capacidad de manipular una intensa forma de energía interdimensional llamada Fuerza Oscura. Puede crear explosiones de energía oscura, creaciones de portales y además puede volar. |
| Blackwing               | Ala Negra                   | Es un buen atleta y luchador cuerpo a cuerpo. También es un experto entrenador de murciélagos, con los que ha desarrollado una amplia empatía. Por último es un experimentado tirador con armas de fuego. |
| Boomerang               | Búmerang                    | Es excelente usando el bumerang o cualquier objeto arrojadizo. |
| Bulldozer               | Bulldozer                   | Fuerza sobrehumana que le permite levantar unas diez toneladas. |
| Constrictor             | Constrictor                 | Viste un traje de combate aislante parcialmente blindado cuyas armas principales son los dos cables electrificados de igual longitud que controla cibernéticamente. |
| Crimson Cowl            | Capucha Carmesí             | Los Señores del Mal fueron reorganizados por Ultrón-5, un androide creado por Henry Pym, que ocultaba bajo su identidad bajo el disfraz de Capucha Escarlata. |
| Crimson Cowl            | Capucha Carmesí             | Justine Hammer es una mente privilegiada en los campos de la estrategia y de las finanzas y posee una gran capacidad de liderazgo. |
| Cyclone                 | Ciclón                      | Tiene una extraordinaria capacidad para maniobrar en los torbellinos que genera, lo que le ha permitido en muchas ocasiones escapar de gente más rápida y ágil que él. |
| Doctor Octopus          | Doctor Octopus              | Un ingeniero y constructor brillante, con una inteligencia superior. Usa tentáculos mecánicos superfuertes y duraderos, que controla de manera telepática. |
| Dragonfly               | Libélula                    | Una supervillana con temática de libélula y antigua miembro de Maggia que puede volar y tiene una mirada hipnótica. |
| Eel                     | Anguila                     | Tiene un traje duplicado del de la primera Anguila, con éste traje es capaz de emitir descargas eléctricas. Además el traje está recubierto de una substancia resbaladiza que hace difícil agarrarle. |
| Egghead                 | Cabeza de Huevo             | Era un excelente inventor, poseyendo un amplio conocimiento en una gran variedad de disciplinas científicas y tecnológicas. Su coeficiente de inteligencia era de genio y poseía escasa formación en combate cuerpo a cuerpo. |
| Enchantress             | Encantadora                 | Es una diosa y una poderosa hechicera de Asgard. El principal uso de su poder reside en el realce de su propia belleza para que dioses y mortales sientan deseo por ella. |
| Executioner Skurge      | Verdugo                     | Un semigigante compañero de Encantadora y enemigo de Thor. |
| Fixer                   | Arreglador                  | Está conectado a una Tecno-mochila. Tiene una de las mentes más brillantes e innovadoras de la Tierra. La cantidad y diversidad de sus muchos inventos rivaliza con los logros de Reed Richards y Tony Stark. Su intelecto es estrictamente intuitivo, ya que tiene escasa preparación formal.                                                                                           |
| Flying Tiger            | Tigre Volador               | Supervillano cuya armadura, similar a la de un tigre, le permite volar, además de aumentar su fuerza, durabilidad y resistencia, y poseer un par de garras. |
| Gargantua               | Gargantúa                   | Un supervillano de 25 pies que solía trabajar como bioquímico para S.H.I.E.L.D. |
| Goliath                 | Goliat                      | Erik Stephan Josten tiene la capacidad de aumentar el tamaño de su cuerpo a voluntad, extrayendo masa de origen extradimensional. |
| Grey Gargoyle           | Gárgola Gris                | Un químico con inteligencia de genio que podía convertir en piedra a seres y objetos mediante el contacto físico. |
| Gypsy Moth              | Polilla Nocturna            | Una supervillana telequinética con temática de polilla. |
| Harrier                 | Harrier                     | También conocido como Cardenal (Cardinal), es un excelente piloto, un buen luchador cuerpo a cuerpo y tiene una excelente puntería con armas de fuego. Su casco contiene un ordenador de a bordo con sensores de vuelo. |
| Hydro-Man               | Hidro Man                   | Un supervillano y enemigo de Spiderman que puede generar, controlar y convertirse en agua. |
| Icemaster               | Amo del Hielo               | Tiene su cuerpo transformado en una criatura de hielo viviente. Puede lanzar descargas de hielo y generar frío intenso. Congelando el hielo atmosférico es capaz de crear una plataforma de hielo de forma análoga al Hombre de Hielo y moverse sobre ella. |
| Jackhammer              | Martillo Pilón o Taladrador | Un supervillano con superfuerza que solía trabajar para la rama HYDRA de Cabello de Plata. |
| Joystick                | Joystick                    | Una supervillana con superfuerza y supervelocidad que también lleva un dispositivo en la muñeca que crea bastones de energía. |
| Klaw                    | Klaw                        | Gracias a un convertidor sónico alimentado con vibranium, Ulysses Klaw se convirtió en un ser compuesto de sonido psiónicamente "solidificado". |
| Lodestone               | Imán                        | Un supervillano que puede manipular la fuerza magnética. |
| Machinesmith            | Forjador de Máquinas        | Un genio robótico que puede transferir su mente a otras máquinas. |
| Man-Ape                 | Hombre Mono                 | Supervillano de Wakanda y enemigo de Black Panther. |
| Man-Killer              | Asesina de Hombres          | Posee una fuerza y resistencia sobrehumanas. |
| Melter                  | Fundidor                    | Un enemigo de Iron Man que utiliza dispositivos de fusión. |
| Mister Hyde             | Míster Hyde                 | Un bioquímico y enemigo de Thor que se inspira en la novela El extraño caso del doctor Jekyll y el señor Hyde y toma una fórmula que le otorga una transformación similar. |
| Moonstone               | Piedra Lunar                | Karla Sofen posee numerosos poderes superhumanos procedentes de las piedras alienígenas conectadas a su sistema nervioso. Las piedras le confieren fuerza y resistencia superhumana, además de controlar la gravedad. |
| Oddball                 | Bolas                       | Es un gran malabarista y un luchador aceptable, con un gran arsenal de armas improvisadas como gas lacrimógeno o un superadhesivo. |
| Piledriver              | Martinete                   | Un supervillano que lucha con sus enormes puños apiladores. |
| Powderkeg               | Polvorín                    | Frank Skorina tiene una fuerza sobrehumana y es muy resistente a las lesiones. Además, suda un compuesto similar a la nitroglicerina que puede detonar con el impacto, lo que confiere una fuerza explosiva en sus puñetazos. |
| Puff Adder              | Víbora del Desierto         | Mutante y miembro de la Sociedad Serpiente con el poder de respirar varios gases debilitantes e inflar su masa corporal hasta cierto punto. También tiene una fuerza sobrehumana y una mayor durabilidad física. |
| Quicksand               | Arenas Movedizas            | Puede transformar su cuerpo en arena desgranada. En esta forma controla por completo las partículas que constituyen su cuerpo siendo capaz de altearar su forma y densidad a voluntad. Puede también proyectar la arena que la forma en un movimiento circular creando así una tormenta de arena.                                                                                        |
| Radioactive Man         | Hombre Radiactivo           | Un físico nuclear con habilidades radiactivas y enemigo de Thor. |
| Scorcher                | Quemador                    | Supervillano y enemigo de Spiderman cuyo traje aislante está equipado con un lanzallamas. |
| Scorpion                | Escorpión                   | Mac Gargan es un supervillano que adopta un outfit de un escorpión y es enemigo de Spiderman. |
| Screaming Mimi          | Mimi Aulladora              | Como Mimi Aullante las cuerdas vocales mejoradas de Gold fueron alteradas y mejoradas biónicamente por técnicos al servicio de Roxxon. Como tal, tenía la capacidad de generar un grito supersónico agudo, ensordecedor y estremecedor, de gran volumen y con diversos efectos. |
| Shatterfist Power Glove | Superpuño                   | Un supervillano y enemigo de Thor que empuña guantes de poder que asestan golpes devastadores. |
| Shockwave               | Onda de Choque              | Supervillano y enemigo de Shang-Chi cuyo traje le permite generar una descarga eléctrica. |
| Shocker                 | Conmocionador               | Lleva dos guanteletes que le permiten lanzar ondas vibratorias, creando una serie de ráfagas de aire a altas presiones en rápida sucesión que producen poderosos impactos. |
| Slyde                   | Escurridizo                 | Supervillano y químico experto cuyo traje le confiere supervelocidad. |
| Sunstroke               | Insolación                  | Un supervillano que manipula la fuerza solar creado por Dominus. |
| Supercharger            | Sobrecarga                  | Un supervillano que puede absorber, almacenar y liberar electricidad. |
| Thunderball             | Bola de Trueno              | Fuerza física y resistencia sobrehumana. |
| Tiger Shark             | Tiburón Tigre               | Al igual que Namor, Tiburón Tigre es un anfibio, capaz de respirar tanto en la superficie terrestre como bajo el agua. Posee una piel y una musculatura tan densa como la de la especie de tiburones de la que adquirió su nombre, siendo además extremadamente fuerte. |
| Titania                 | Titania                     | Una supervillana de She-Hulk/Hulka superfuerte que es el interés amoroso del Hombre Absorbente. |
| Whirlwind               | Torbellino                  | David Cannon posee la capacidad de girar su cuerpo alrededor de su eje longitudinal a gran velocidad. Mover su cuerpo a velocidades supersónicas le confiere una velocidad, un equilibrio y unos reflejos sobrehumanos. |
| Wonder Man              | Hombre Maravilla            | Creado por el Barón Zemo. El propietario de Williams Innovations obtiene sus poderes iónicos de un rayo iónico. Se sacrificó para salvar a los Vengadores. |
| Wrecker                 | Destructor                  | Posee fuerza sobrehumana y un alto grado de resistencia al daño, como resultado del poder adquirido gracias a Karnilla, la Reina de los Norns. |
| Yellowjacket            | Chaqueta Amarilla           | Rita DeMara es una experta en tecnología cibernética y una buena combatiente cuerpo a cuerpo. Posee una copia del traje de Henry Pym. |

## En otros medios

### Televisión
- La primera versión de los Amos del Mal aparecen en The Marvel Super Heroes episodio "Zemo y sus Amos del Mal".
- Los Amos del Mal aparecen en The Avengers: United They Stand episodio "Comando Decisión." Se componen de Barón Helmut Zemo, Tiger Shark, Hombre Absorbente, Moonstone, Torbellino, Boomerang, Cardenal y Dragonfly.
- Los Amos del Mal aparecen en Los Vengadores: Los héroes más poderosos del Planeta, primera temporada. Ellos se reúnen por Encantadora (bajo las órdenes de Loki) en un complot para destruir a Thor y los Vengadores. A medida que la serie continúa, más villanos se dan de alta. 
  - En el episodio "Living Legend", Encantadora y Ejecutor obtienen a Barón Heinrich Zemo de su lado cuando aparecen en el laboratorio secreto de Arnim Zola.
  - En el episodio "Todo es maravilloso," Encantadora se alía con Hombre Maravilla después de volver a montar, él le promete que va a restaurar al Hombre Maravilla a su forma normal. El episodio "Gamma World" parte 2 los muestra reclutando a Dínamo Carmesí cuando encuentran a un herido Abominación en el desierto.
  - En el episodio "Masters of Evil", Barón Heinrich Zemo lleva a los villanos que él y Encantadora reunieron para tomar a los Vengadores, uno por uno. Cuando llegaron a rescatar a Ojo de Halcón y Pantera Negra, le revelaron al Barón Heinrich Zemo que recogieron a Ant-Man en Wakanda dándole tiempo suficiente para reunir algunas armas. Cuando los Vengadores se liberan, terminan la lucha contra los Amos del Mal y casi los derrotan hasta que Encantadora utiliza su magia para que ella y los Amos del Mal regresen al laboratorio de Arnim Zola.
- Los Amos del Mal aparecen en Avengers: Ultron Revolution, 
  - En el episodio 1, "Adaptándose al cambio", que se componen de Escarabajo, Goliat y Screaming Mimi, siendo derrotados por los Vengadores.
  - En el episodio 4, "Sitiados", los Amos del Mal aparecen con 2 miembros nuevos: Moonstone y Fixer, atacan Industrias Stark y al ser derrotados por los Vengadores, son rescatados por el Barón Helmut Zemo siendo su jefe y engañan a los Vengadores en apoderarse de su torre, enfrentándose a Hawkeye.
  - En el episodio 5, "Los Thunderbolts", hacen su aparición como superhéroes llamados los Thunderbolts.
  - En el episodio 6, "Los Thunderbolts al Descubierto", se descubren como los Amos del Mal, pero al ser los Thunderbolts, ayudan a los Vengadores a detener el plan del Barón Helmut Zemo en usar las partículas de Klaw.

### Videojuegos
- Los Amos del Mal aparecen en el videojuego Marvel: Ultimate Alliance . Ellos son dirigidos por el Doctor Doom y tienen a Drácula, El Matador, Lady Bullseye, Kingpin y Ultrón como sus lugartenientes. Otros miembros incluidos son Arcade, Attuma, La Brigada de Demolición, Bullseye, Byrrah, Shocker, Dínamo Carmesí, Taskmaster, Fin Fang Foom, El Barón Heinrich Zemo, El Orgullo, El Lagarto, M.O.D.O.K., El Cráneo Rojo, Rhino, Krang y Juggernaut. El Mandarín fue miembro de este grupo, pero lo dejó después de no poder asumir el liderazgo del Doctor Doom. Ellos conspiraron para robar los poderes de Odín.